# James Lovelock
« Lovelock » redirige ici. Pour les autres significations, voir Lovelock (homonymie).
James Lovelock, né le 26 juillet 1919 à Letchworth Garden City en Angleterre et mort le 26 juillet 2022 à Abbotsbury (Angleterre), est un penseur et scientifique indépendant (en) britannique.

## Biographie

### Formation
James Lovelock étudie la chimie à l'Université de Manchester avant d'entrer au Conseil de Recherche Médicale (Medical Research Council) de Londres.

### Activité professionnelle
Lovelock quitte le monde académique à partir de 1964 et se présente comme « scientifique indépendant »,.
Il est ainsi consultant pour de grandes entreprises chimiques et pétrolières (dont Shell, Hewlett-Packard, Imperial Chemical Industries, parfois DuPont), ainsi que pour des institutions publiques britanniques (ministère de la Défense, services secrets) et des agences scientifiques américaines (NASA, National Oceanic and Atmospheric Administration). Son expertise est très reconnue et fortement appréciée dans les années 1960 et 1970, notamment pour la mesure de quantités infimes de composés chimiques. Cette activité lui apporte des revenus importants mais suscitera des reproches de conflits d'intérêt.

### Premiers pas scientifiques: Mars et la Terre
Dans les années 1960, Lovelock était sous contrat avec la NASA et travaillait à mettre au point des instruments pour l'équipe chargée d'explorer les planètes, par des sondes. Il proposa alors l'analyse de l'atmosphère de Mars et soutint assez vite que s'il y avait une vie sur Mars, « il lui faudrait utiliser l'atmosphère pour y puiser des matières premières et évacuer ses déchets ; cela aboutirait à en modifier la composition ».
Lovelock travaille ensuite avec l'éminente biologiste américaine Lynn Margulis, avec laquelle il écrit son premier article scientifique. Il y développe la théorie selon laquelle le système planétaire de la Terre a évolué en se comportant comme un système de contrôle actif capable de maintenir la planète en homéostasie. Par ailleurs, il découvre les porteurs moléculaires naturels des éléments soufre et iode : le sulfure de diméthyle (DMS) et l'iodométhane qui deviendront rapidement l'un des éléments fondant sa théorie. Seuls quelques spécialistes lui font alors bon accueil ; et Lovelock affronte Richard Dawkins, défenseur international de la théorie de l'évolution darwinienne, à travers son concept de gène égoïste (selfish gene en anglais). Il finit néanmoins par tomber d'accord avec le biologiste évolutionniste quant à l'incompatibilité de son modèle avec les canons darwiniens. « Comme je ne doutais pas de Darwin, quelque chose devait clocher dans l'hypothèse Gaïa » dit-il, revenant du même coup sur sa conjecture.

### Daisyworld
Pour démontrer ses postulats, en 1983 Lovelock publie avec Andrew Watson un modèle informatisé destiné à prouver un mécanisme autorégulateur simple : celui de la température terrestre, régulée par des végétaux. Ce modèle numérique, baptisé Daisyworld (« monde des pâquerettes » en français) montra qu'un système simple tendant à se préserver utilise la biosphère comme agent homéostatique. Par là même, Lovelock et son collègue prouvent que le darwinisme est compatible avec leur modèle numérique.

### L'HypothèseCLAW
En 1986, à Seattle, Lovelock et ses collègues Robert Charlson (en), M.O. Andreae (en) et Steven Warren, émettent l'hypothèse que la formation des nuages et, par voie de conséquence, le climat, dépendent du DMS engendré par les organismes marins (planctons et algues). L'hypothèse CLAW (initiales des auteurs) aura une grande influence sur l'étude de l'atmosphère marine mais sera néanmoins remise en perspective par la suite.

### Population
En 2009, il est devenu un des dirigeants de Population Matters (antérieurement Optimum Population Trust), qui prône une décroissance graduelle de la population humaine globale jusqu'à un niveau soutenable.

## Réflexions sur la composition de l'atmosphère terrestre

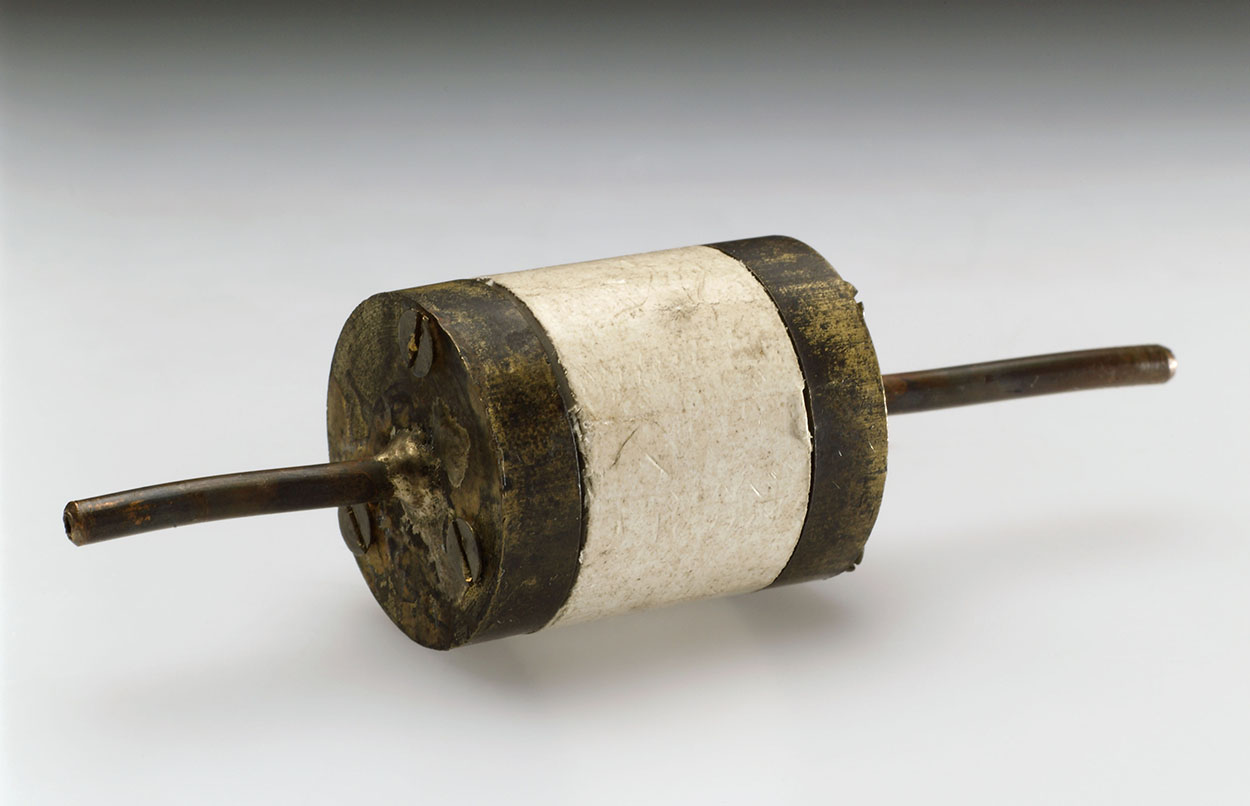
Détecteur à capture d'électron, inventé par J Lovelock, conservé au Science Museum de Londres.

James Lovelock a mis au point (en 1957) un détecteur (à capture d'électrons) capable d'évaluer la teneur de l'atmosphère en CFC. Grâce à ce détecteur, il a montré que les CFC persistaient longtemps dans l'air et il a été le premier à comprendre qu'ils étaient responsable de l’agrandissement du trou de la couche d'ozone, dans les années 1980,,,. Ce détecteur dit ECD (Electron capture detector) permet de détecter des atomes et des molécules dans un gaz par la fixation d'électrons via l'ionisation par capture d'électrons et est utilisé en chromatographie en phase gazeuse pour détecter des traces de composés chimiques dans un échantillon,,. Il témoigne toutefois en faveur de DuPont devant le Congrès américain dans les années 1970 et s'oppose à une interdiction de la production des CFC.
Après avoir étudié le fonctionnement du cycle du soufre de la Terre Lovelock et ses collègues, Robert Jay Charlson, Meinrat Andreae et Stephen G. Warren ont développé l'hypothèse CLAW comme exemple possible de contrôle biologique du climat terrestre.
En 1972, James Lovelock expose dans un article sa théorie selon laquelle la composition de l'atmosphère terrestre est régulée par les êtres vivants, notamment les bactéries. Cet article constituera le point de départ de sa théorie sur Gaïa. Ce sont ses articles publiés en 1974, en collaboration avec Lynn Margulis, qui exposeront l'hypothèse Gaia. Elle fut accueillie avec beaucoup d'indifférence, pour susciter vingt ans plus tard de nombreux débats.
La Geological Society of London lui décerne la médaille Wollaston en 2006 pour la « création d'un champ d'études entièrement nouveau en sciences de la terre », la science du système Terre ou ESS (pour Earth System Science, officialisé lors de la conférence d'Amsterdam pour le Climat, en 2001).

## Opinions sur les méfaits du réchauffement climatique
En janvier 2006, Lovelock écrit dans le journal britannique The Independent que vers la fin du XXIe siècle, par suite du réchauffement global, 

« des milliards d'entre nous vont mourir et les quelques couples reproducteurs qui survivront seront dans l'Arctique, où le climat restera tolérable. »

Il prédit en outre que la température s'élèverait de 8 °C dans les régions tempérées et de 5 °C dans les régions tropicales, ce qui rendrait une grande partie des terres du globe inhabitables et impropres à l'agriculture provoquant des migrations vers le nord et la création de villes dans l'Arctique. Il prédit aussi qu'une grande partie de l'Europe deviendrait un désert inhabitable et que la Grande-Bretagne, dont la température resterait stable du fait qu'elle est entourée par l'Océan, serait le radeau de survie de l'Europe.

« Nous devons », dit-il, « garder présent à l'esprit le rythme effrayant du changement et comprendre comme il nous reste peu de temps pour agir, chaque communauté, chaque nation doit trouver le meilleur usage de ses ressources pour maintenir la civilisation aussi longtemps que possible. »

En septembre 2007, il déclare à des délégués du symposium annuel de l'Association nucléaire mondiale que le changement climatique se stabilisera et qu'il sera possible d'y survivre, et que la Terre elle-même n'est pas en danger parce qu'elle se stabilisera dans un nouvel état. La vie, cependant, pourrait être forcée de migrer en masse pour garder un environnement habitable.

En 2008, il soutient que : 

« vers 2040, la population mondiale, de plus de six milliards d'êtres humains, aura été exterminée par les inondations, la sécheresse et la famine. Les peuples du sud de l'Europe, comme ceux de l'Asie du Sud-Est, pénétreront violemment dans des pays comme le Canada, l'Australie et la Grande-Bretagne. […] Si vous prenez les prédictions du GIEC, alors, vers 2040, chaque été en Europe sera aussi chaud qu'en 2003 – entre 110 et 120 °F. Ce n'est pas la mort des gens qui est le principal problème, c'est le fait que les plantes ne pourront pas pousser. Il ne poussera presque pas d'aliments en Europe. Vers 2040, des parties du désert du Sahara se seront étendues jusqu'au cœur de l'Europe. Il s'agit de Paris et même de régions aussi loin au nord que Berlin. En Grande Bretagne, nous y échapperons en raison de notre position océanique. […] Nous sommes sur le point de franchir un pas évolutif et mon espoir est que l'espèce émergera plus forte. Ce serait de l'orgueil de penser que les humains, tels qu'ils sont aujourd'hui, sont la race élue de Dieu. »

En 2010, il blâme l'inertie et la démocratie pour le manque d'action en matière de climat.
Dans des propos tenus en 2012, il continue à se montrer préoccupé par le réchauffement climatique, tout en critiquant l'extrémisme et en proposant d'adopter d'autres sources d'énergie que le pétrole, le charbon et les sources d'énergie dites vertes, dont il n'est pas partisan.

Dans une interview diffusée en avril 2012 par MSNBC, Lovelock déclare qu'il a été « alarmiste » au sujet du rythme du changement climatique. Il signale le documentaire Une vérité qui dérange et le livre The Weather Makers (en) comme des exemples de la même sorte d'alarmisme. Il pense toujours que le climat va se réchauffer, mais que le changement n'est pas aussi rapide qu'il l'a cru à une certaine époque et il admet qu'il a trop extrapolé. Il dit croire que le changement climatique continue à se produire mais ne se fera sentir que dans l'avenir : 

« Le problème est que nous ne savons pas où va le climat. Nous pensions le savoir il y a 20 ans. Cela a produit quelques livres alarmistes – les miens inclus – parce que la tendance semblait très claire, mais ce qu'on prédisait ne s'est pas produit. Le climat joue ses tours habituels. Il n'y a plus vraiment grand-chose qui se produit. D'après les prévisions d'alors, nous serions aujourd'hui à mi-chemin d'un monde prêt à frire. Le monde ne s'est pas réchauffé beaucoup depuis le début du millénaire. Douze ans est une durée raisonnable. […] Elle [la température] est restée presque constante, alors qu'elle aurait dû s'élever — la teneur en dioxyde de carbone s'élève, pas de doute là-dessus. »

Dans une interview de juin 2012 au Guardian, il prône la fracturation hydraulique comme moins polluante que le charbon. Il s'oppose à la notion de « développement durable », qu'il qualifie de sottise sans signification. Il garde sous sa vue un poster d'éolienne pour se rappeler à quel point il les déteste.

En 2015, James Lovelock devient plus circonspect sur la datation de la catastrophe climatique, mais reste convaincu que les conséquences du réchauffement climatique finiront par nous rattraper. Sa conviction que les humains sont incapables de l'inverser, et que, de toute façon, il est trop tard pour s'y essayer, reste inchangée. Pour lui, l'essentiel n'est pas la survie de l'humanité, mais la continuation de la vie elle-même ; si la population dépasse les capacités de la planète, la Terre trouvera un moyen pour se débarrasser de l'excédent et continuer sa vie : 

« Je considère avec beaucoup de sérénité un genre d'évènement, pas trop rapide, qui réduirait notre population à environ un milliard ; je pense que la Terre serait plus heureuse. »

En septembre 2016, il déclare au Guardian s'attendre : 

« à ce qu'avant que les conséquences du réchauffement climatique puissent avoir un impact significatif sur nous, quelque chose d'autre aura rendu notre monde méconnaissable, et menace la race humaine. »

## Prises de position et interventions publiques
Il prend la parole dans le documentaire de Pierre Barougier et Olivier Bourgeois Nous resterons sur Terre (sorti en salles le 8 avril 2009) aux côtés de Wangari Maathai, Edgar Morin et de Mikhaïl Gorbatchev.

### «Retrait soutenable»
Le retrait soutenable (Sustainable retreat en anglais) est un concept développé et promu par James Lovelock avant qu'il ne se soit partiellement rétracté à propos de l'imminence du risque de collapsus écologique et climatique, pour définir les changements nécessaires aux établissements humains à l'échelle mondiale, dans un but d'adaptation au changement climatique et de prévention de ses conséquences négatives sur les humains.
Quand il présente ce concept, Lovelock pense qu'il est déjà trop tard pour parler de « développement soutenable » et que nous en sommes arrivés au point où le développement ne peut plus être durable sans passer par une certaine phase de décroissance démographique et économique. L'humanité devrait selon lui effectuer un retrait volontaire de la planète ; Lovelock déclare ainsi : « Le retrait, de ce point de vue, signifie qu'il est temps de commencer de reconsidérer là où nous vivons et comment nous obtenons notre nourriture ; de faire des plans pour permettre la migration de millions de personnes de régions basses comme le Bangladesh vers l'Europe ; d'accepter que la Nouvelle-Orléans commence à déplacer les gens vers des villes mieux positionnées pour l'avenir. Surtout, dit-il, il s'agit de chacun fasse tout son possible pour soutenir la civilisation, afin qu'elle ne dégénère pas en Âge sombre, dominé par des chefs de guerre, ce qui est un véritable danger. Car nous pourrions tout perdre. »
Ce concept de retrait durable (qui peut évoquer aussi la notion de rendre à la mer certaines zones de polders comme cela commence à se faire, en Europe notamment) a mis l'accent sur un modèle insoutenable d'utilisation des ressources naturelles, à remplacer par un modèle plus « frugal », visant à répondre aux besoins humains tout en consommant moins de ressources et des ressources moins nuisibles pour l'environnement.

## Distinctions et honneurs
- Membre de la Royal Society (FRS - 1974)
- Commandeur de l'Ordre de l'Empire britannique (CBE - 1990)
- Membre de l'Ordre des compagnons d'honneur (CH - 2003)[32]
- Lauréat de la médaille Wollaston (2006)
- Son nom a été donné en hommage à la quinzième version de la célèbre distribution libre et gratuite de GNU/Linux Fedora, parue le 24 mai 2011.

## Publications

### Ouvrages en langue anglaise
- James Lovelock, Gaia: A New Look at Life on Earth, Oxford University Press, 1979 (ISBN 9780192176653)
- James Lovelock ; Michael Allaby, The Great Extinction.The Solution to One of the Great Mysteries of Science, the Disappearance of the Dinosaurs, New York, Doubleday, 1983, 182 p. (ISBN 0-385-18011-X)
- James Lovelock ; Michael Allaby, The Greening of Mars, Londres, André Deutsch Ltd, 1984, 215 p. (ISBN 0-446-32967-3)
- (en) Scientists on Gaia, Cambridge, Mass., USA, MIT Press, 1991, 433 p. (ISBN 0-262-19310-8)Non traduit en français
- The Ages of Gaia : A Biography of Our Living Earth, 1995, 255 p. (ISBN 0-393-31239-9)
- (en) Gaia : A New Look at Life on Earth, Oxford, Oxford university press, 2000, 148 p. (ISBN 0-19-286218-9, lire en ligne)
- Hommage to Gaia : The Life of an Independent Scientist, Oxford University Press, 2001, 428 p. (ISBN 0-19-860429-7, lire en ligne)Autobiographie de Lovelock
- Gaia : Medicine for an Ailing Planet, Gaia Books, 2005, 192 p. (ISBN 1-85675-231-3)
- How to think about science, 2006entretien CBC Ideas (programme radiophonique du 3 janvier 2008)
- The Revenge of Gaia : Why the Earth Is Fighting Back : and How We Can Still Save Humanity, Santa Barbara (California), Allen Lane, 2006
- The Vanishing face of Gaia : A final warning, Basic Books, 2009, 278 p. (ISBN 978-0-465-01907-6 et 978-0-141-03925-1)
- A Rough Ride to the Future, Allen Lane, 2014 (ISBN 978-0-241-00476-0)
- Novacene : The Coming Age of Hyperintelligence, Allen Lane, 2019, 160 p. (ISBN 978-0-241-39936-1)

### Ouvrages traduits en langue française
- La Terre est un être vivant, l'hypothèse Gaïa [« Gaia: A New Look at Life on Earth »]  (trad. de l'anglais par Christel Rollinat, Paul Couturiau), Paris, Flammarion, coll. « Champs », 1993, 192 p., 11 cm x 18 cm (ISBN 2-08-081283-1)
- Les Âges de Gaïa [« The Ages of Gaia: A Biography of Our Living Earth »], Paris, Robert Laffont, 1990, 291 p. (ISBN 2-221-06585-9) Traduit de l'anglais par Bernard Sigaud. Réédition Paris, Odile Jacob, 1997, collection Opus Sciences  (ISBN 2-7381-0445-2).
- Gaïa. Une médecine pour la planète [« Gaia: Medicine for an Ailing Planet »]  (trad. de l'anglais), Paris, Sang de la Terre, coll. « Guides Pratiques », 2001, 192 p., 20 cm x 25 cm (ISBN 2-86985-140-5) Traduit de l'anglais par Bernard Sigaud (réédition révisée de Gaïa: Comment soigner une Terre malade, Paris, Robert Laffont, 1992  (ISBN 9-782221-073605).
- Gaia : comment soigner une terre malade ?, R. Laffont, 1992 (ISBN 2-221-07360-6 et 978-2-221-07360-5, OCLC 27325870, lire en ligne).
- La Revanche de Gaïa [« The Revenge of Gaia: Why the Earth Is Fighting Back - and How We Can Still Save Humanity »], Flammarion, coll. « Nouvelle bibliothèque scientifique », 2007, 284 p. (ISBN 978-2-08-210588-0 et 2-08-210588-1) 2e édition, J'ai Lu, coll. « J'ai Lu Essai, no 8579 », 2008, 256 p.,  (ISBN 2-290-00708-0).
- Bruno Comby (préf. James Lovelock), Le nucléaire, avenir de l’écologie ?, Paris, L'œil F.x. De Guibert, 1996 ; 1998 (réimpr. 314), 314 p. (ISBN 978-2-86839-417-0 et 2-86839-417-5).

### Articles
- (en) James Lovelock, « The Earth is about to catch a morbid fever », The Independent,‎ 16 janvier 2006.
- (en) « Gaia as seen through the atmosphere », Atmospheric Environment, no 6,‎ 1972, p. 579-580.
- (en) James Lovelock et Lynn Margulis, « Atmospheric homeostasis by and for the biosphere : the Gaia hypothesis », Tellus, no 26,‎ 19724, p. 1-10.

## Filmographie
- 2009 : Nous resterons sur Terre, film environnemental réalisé par Olivier Bourgeois et Pierre Barougier.